# Sandra Lorenzo Rodelas
Sandra Lorenzo Rodelas (15 de septiembre de 1990) es una deportista española que compitió en taekwondo. Ganó una medalla de plata en el Campeonato Europeo de Taekwondo de 2010 en la categoría de –73 kg.

## Palmarés internacional
| Campeonato Europeo | Campeonato Europeo      | Campeonato Europeo | Campeonato Europeo |
| Año                | Lugar                   | Medalla            | Categoría          |
| ------------------ | ----------------------- | ------------------ | ------------------ |
| 2010               | San Petersburgo (Rusia) | Medalla de plata   | –73 kg             |